# Cinéma santoméen

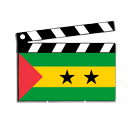
Un clap aux couleurs du drapeau santoméen.

Le cinéma santoméen englobe la production cinématographique nationale de l'Etat insulaire africain de Sao Tomé-et-Principe, principalement en langue portugaise.

## Histoire
Le petit Etat insulaire n'avait jusqu'à présent que des possibilités limitées de développer sa propre économie cinématographique, en raison de sa faible population, de la situation sociale précaire de nombreux habitants et de ses possibilités économiques restreintes.
En 2011, des étudiants santoméens et portugais ont fondé l'association ASSECOM (Associação São-Tomense de Entretenimento e Comunicação Multimédia - Cultural e Artístico). Ils ont ainsi donné un coup de fouet à la production cinématographique du pays. Ils ont également développé l'idée d'un festival de cinéma à São Tomé-et-Príncipe, qui a eu lieu pour la première fois en 2014 sous le nom de São Tomé FestFilm. Ils ont également créé une section pour le cinéma national. Une œuvre são-toméenne dans chacune des catégories Documentaire et Vidéo Clip/Film expérimental a été récompensée lors du festival.
En 2017 est sorti Mina Kiá (de), un film de fiction qui traite de la situation précaire des droits des femmes et des enfants dans le pays. Le premier film de la réalisatrice santoméenne Katya Aragão a ensuite été présenté dans un grand nombre de festivals de cinéma internationaux.

## Personnalités
La personne la plus connue au niveau international dans l'histoire du cinéma du pays est sans doute l'acteur Ângelo Torres (es) (né en 1968 à Santa Isabel, aujourd'hui Malabo), qui est entre-temps également devenu réalisateur. Parmi les jeunes réalisateurs de São Tomé, on trouve Katya Aragão, Silas Tiny, Yolanda Macías Sauco, Onildo Guadalupe et João Teles de Vasconcelos.

## Festivals de cinéma
Le São Tomé FestFilm s'est déroulé pour la première fois du 29 au 31 août 2014. Sept films santoméens ont participé dans la catégorie « film national », auxquels se sont ajoutés 26 films étrangers dans la catégorie « film international » : trois longs métrages, 13 courts métrages, deux documentaires, et huit films d'animation. Les lieux de projection étaient le cinéma historique Marcelo de Veiga et l'Alliance française, dans la capitale São Tomé.
Le jury de la catégorie « film national » était composé de l'acteur et musicien portugais Paulo Brites, du réalisateur portugais Paulo D'Alva, du musicien et producteur são-toméen Kalú Mendes et du musicien et producteur Killa Z., également são-toméen, tandis que le jury de la catégorie « film international » était composé de la Portugaise Anabela Oliveira, de l'Université de Trás-os-Montes et Alto Douro, du réalisateur brésilien et enseignant de l'Université fédérale de Bahia, Umbelino Brasil, du professeur de communication espagnol Alfonso Palazón Meseguer, et de la directrice de l'Alliance française à São Tomé-et-Príncipe, Alexandra Le Rohellec.
Dans la catégorie « film national », A Ilha do Príncipe - o éden esquecido do Atlântico de João Teles de Vasconcelos a remporté le prix du meilleur documentaire, et le clip vidéo Crianças Africanas d'Onildo Guadalupe celui du meilleur clip vidéo/film expérimental. Dans la catégorie « film international », un film a également été récompensé en tant que meilleur long métrage, meilleur court métrage, meilleur documentaire et meilleur film d'animation.

## Liste de films santoméens
Jusqu'à présent, peu de films ont été produits à São Tomé-et-Príncipe. Voici une sélection des quelques œuvres connues :
| Année | Titre                                              | Réalisateur               | Note |
| ----- | -------------------------------------------------- | ------------------------- | --- |
| 2005  | Mionga ki Ôbo                                      | Ângelo Torres             | Documentaire sur la minorité Angolares sur l'île de São Tomé, sorti en DVD en 2010                                 |
| 2010  | Tchiloli – Identidade de um Povo                   | Felisberto Branco         | Documentaire sur la pièce de théâtre traditionnelle Tchiloli                                                       |
| 2011  | Contrato                                           | Guenny K. Pires           | Documentaire sur l'histoire des travailleurs contractuels capverdiens à São Tomé et Príncipe                       |
| 2012  | Água Boa, Vida Saudável                            | Kalú Mendes               | Court métrage, primé au festival FESTin 2013                                                                       |
| 2012  | Escolas Solares de São Tome e Príncipe             | Yolanda Macías Sauco      | Documentaire sur les écoles produisant de l'énergie solaire pour les enfants et les adultes à São Tomé et Príncipe |
| 2012  | Um Sentido Para A Vida                             | Carlos Galo Costa         | Court métrage |
| 2013  | Trotistas de Sant'Ana                              | Pedro Figueiredo Neto     | Documentaire sur les roues en bois fabriquées par les enfants du village de Sant'Ana                               |
| 2014  | A Ilha do Príncipe – o éden esquecido do Atlântico | João Teles de Vasconcelos | Documentaire sur l'île de Príncipe                                                                                 |
| 2017  | Mina Kiá                                           | Katya Aragão              | Film de fiction |
| 2017  | Viagem sem volta                                   | Aguinaldo Carvalho        | Film d'épouvante                                                                                                   |
| 2018  | Viagem sem volta 2                                 | Aguinaldo Carvalho        | Film d'épouvante, suite                                                                                            |
| 2018  | Serviçais das memórias à identidade                | Nilton Medeiros           | Documentaire, primé au FESTin 2018                                                                                 |
| 2019  | O Estado Crioulo em África                         | Teodora Martins           | Documentaire |
| 2023  | A Guerra dos Gigantes                              | Katya Aragão              | Court métrage |
| 2023  | A Luta de Nzinga                                   | Eduardo Cunha Souza       | Documentaire |
| 2024  | Lindo                                              | Margarida Gramaxo         | Documentaire, production portugo-santoméenne, prix du public au FESTin 2024                                        |

## Tournages de films étrangers
Sao Tomé-et-Principe est souvent le lieu de tournage de productions cinématographiques internationales et de films publicitaires, notamment de longs métrages comme le film franco-germano-autrichien Stefan Zweig, adieu l'Europe (2016), la telenovela portugaise Amor Maior (2016/2017), le thriller portugais primé A Teia de Gelo (pt) (2012) ou Les Routes de l'esclavage, un documentaire européen en plusieurs parties pour la télévision sorti en 2018.